# Tahitótfalu
Tahitótfalu je vas na Madžarskem, ki upravno spada pod podregijo Szentendrei Županije Pešta.